# گل مرواریدی
گل مرواریدی (نام علمی: Alternanthera) نام یک سرده از تیره تاج‌خروسیان است.